# Johnny Thunders
 Der er for få eller ingen kildehenvisninger i denne artikel, hvilket er et problem. Du kan hjælpe ved at angive troværdige kilder til de påstande, som fremføres i artiklen.

John Anthony Genzale, bedre kendt som Johnny Thunders (født 15. juli 1952 i Queens, New York, død 23. april 1991 i New Orleans, Louisiana) var en amerikansk punkrocksanger for bandet New York Dolls, der havde stor indflydelse på andre bands såsom Sex Pistols, Guns N' Roses og Morrissey.
1. ↑  Navnet er anført på svensk og stammer fra Wikidata hvor navnet endnu ikke findes på dansk.